# Old Grangonian Club
El Old Grangonian Club u Old Boys es un club social y deportivo chileno radicado en la ciudad de Santiago de Chile.
Fue fundado en 1938 por un grupo de exalumnos del colegio The Grange School y posee ramas deportivas en cuatro diferentes disciplinas: rugby, fútbol, tenis y hockey. 
Desde 2013 la sede de Old Grangonian Club se encuentra ubicada en la comuna de Colina, en la zona norte de Santiago, en la zona de Chicureo.
La rama de rugby del club es la más antigua y prestigiosa de la institución y actualmente se desempeña en el Campeonato Central de Rugby, del cual es el club con más títulos obtenidos con 20 trofeos.
El rival tradicional de Old Boys es el Club Deportivo Universidad Católica frente al que disputa el denominado el «Clásico de la Ovalada Chilena», así como también Old Macks (exalumnos de The Mackay School), contra quien disputa el «Derbi Británico».
Old Boys se destaca por su barra, "La 16", una de las más numerosas del rugby chileno.”

## Historia
En 1938, e inspirado en los valores y tradiciones del Colegio The Grange, un grupo de exalumnos dio inicios al club de los Old Grangonians con el fin de proyectar el deporte y amistad más allá de sus años escolares. El deporte que movió a estos Old Boys a emprender semejante hazaña fue el rugby y la motivación fueron los deseos de mantener la unión que tuvieron en el Colegio The Grange.
Han transcurrido muchos años y la trascendencia de estos fundadores ha superado todas las expectativas que ellos imaginaron. No sólo ha crecido el rugby de Old Boys sino que además el club de los Old Grangonians cuenta con una infraestructura y multiplicidad de deportes que sólo se ven en grandes clubes abiertos en el mundo, incluyendo el hockey sobre césped, fútbol y tenis.
Cada generación de Old Boys fue aportando, con gran espíritu, entrega y basado en los valores del Grange, un grano de arena a este club y organización que lo han engrandecido y consolidado. Sus socios son exalumnos, alumnos y apoderados de The Grange School, reunidos en torno al deporte y a la vida social.
En sus inicios, el club operó en La Dehesa. Luego en 1995, trasladan su sede a los faldeos pre-cordilleranos de la comuna de Peñalolén y finalmente en el año 2013 llegan a su actual sede de la Avenida del Valle en Chicureo, en la comuna de Colina.

## Palmarés
- Nacional de Clubes (1): 2011

- Campeonato Central de Rugby (20): 1954, 1960, 1966, 1967, 1969, 1970, 1976, 1977, 1979, 1983, 1984, 1985, 1986, 1987, 1990, 1994, 2005, 2012, 2017, 2024

- Torneo Nacional no oficial (1): 1945

- Torneo de Apertura: 1966, 1967, 1995, 2000, 2018

- Copa de Plata Torneo Central de Rugby (1): 2007

- Copa de Plata Torneo de Apertura (1): 2006

- Circuito de Seven a Side Arusa (5): 2017, 2018, 2022, 2023, 2024

- Seven de Viña del Mar (3): 2023, 2024, 2025.